# Segrest de l'Alakrana

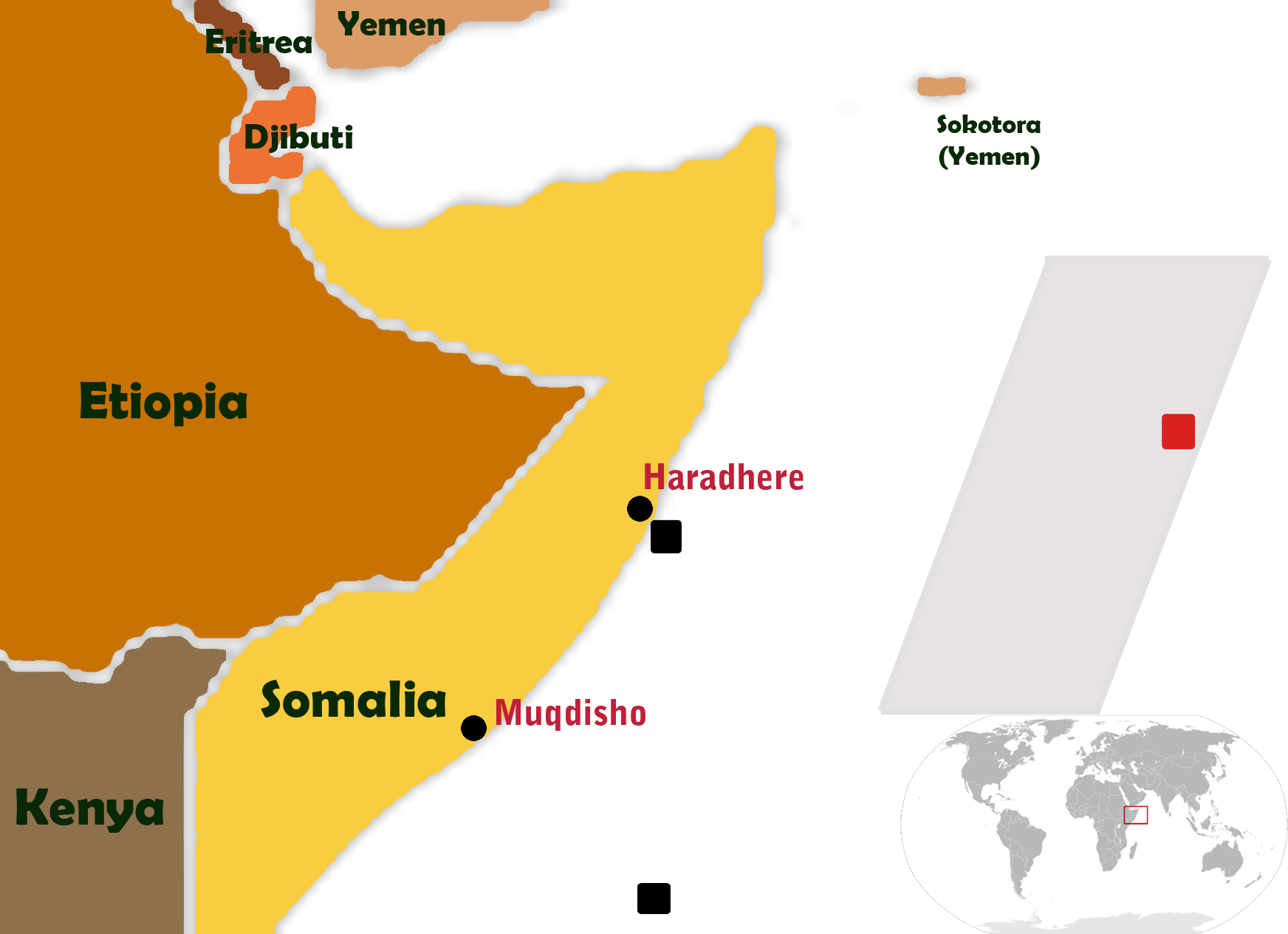
El vaixell va ser segrestat davant les costes de Somàlia.
El quadrat vermell assenyala la posició inicial del Canarias.
El quadrat negre situat al sud indica el punt de segrest de l'Alakrana
El que és al nord, és el punt on va estar retingut.
La zona ombrejada representa l'àrea protegida per l'operació Atalanta.

El segrest del vaixell Alakrana, obra de pirates somalis, es va produir a 413 milles de les costes del sud de Somàlia el 3 d'octubre de 2009. En el moment de l'abordatge, l'esmentat pesquer es trobava pescant en aigües internacionals, fora de la zona protegida per l'Operació Atalanta.

## El vaixell
El vaixell segrestat és un tonyinaire congelador propietat de l'empresa Echebastar Fleet SL, amb seu en el municipi basc de Bermeo.L'Alakrana és un vaixell de pesca tonyinaire congelador espanyol, construït per Astilleros de Murueta, SA de Murueta i propietat de l'empresa Echebastar fleet S.L., que té el seu port de registre a Bermeo. Fou botat el 23 de juliol de 2005.
La seva tripulació era composta en el moment del segrest per 36 tripulants: 7 bascs, 1 andalús i 8 gallecs, havent-hi la resta de la tripulació composta per tripulants d'Indonèsia, Ghana, el Senegal, Costa d'Ivori, Madagascar i de les Illes Seychelles.

## Desenvolupament del segrest

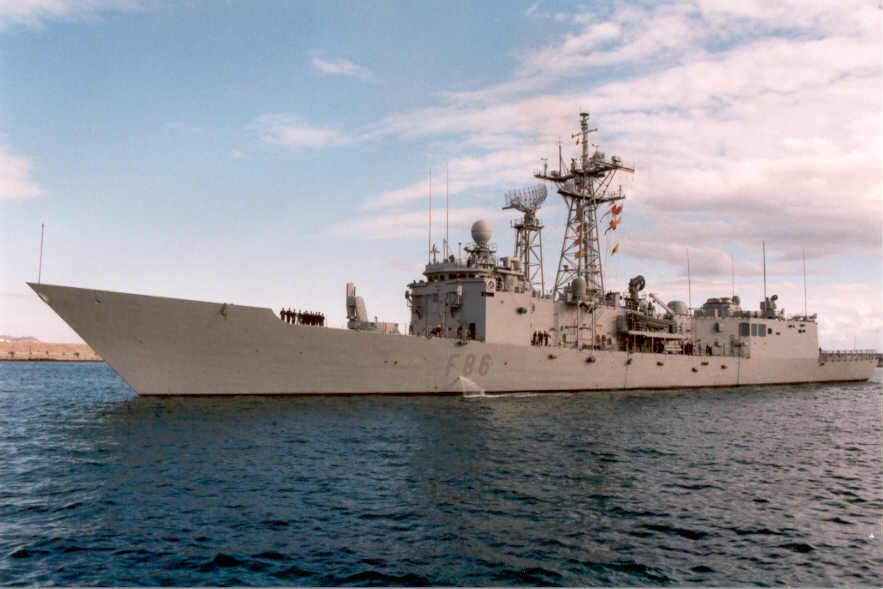
La fragata Canarias (F-86)

En el seu auxili va acudir la fragata Canarias, que havia salpat el 10 d'agost de Rota (província de Cadis) per incorporar-se a l'Operació Atalanta juntament amb altres forces espanyoles.
La Canarias, si bé no va aconseguir interceptar el tonyinaire abans que arribés a Harardhere, port base dels pirates, sí que va aconseguir capturar dos pirates que van abandonar el vaixell en un esquif. Aquests van ser enviats a Espanya per ser jutjats per pirateria a requeriment de l'Audiència Nacional.
Un dels pirates, Abdu Willy, va declarar a la seva arribada a Espanya ser menor d'edat. Les primeres proves, realitzades en l'Hospital Gregorio Marañón, van acreditar la seva majoria d'edat. El jutge va sol·licitar proves addicionals, que van ser realitzades per tres forenses de l'Audiència Nacional i només van poder determinar amb seguretat que era major de 17 anys, amb el que el seu cas s'havia de traslladar a la Fiscalia de Menors. L'esmentat organisme es va declarar no competent en no haver comès el presumpte menor delicte en la Comunitat de Madrid. Finalment, mitjançant una ortopantomografia i radiografies òssies, es va determinar que tenia una edat superior a 18 anys, per la qual cosa el cas va tornar al jutge Pedraz.

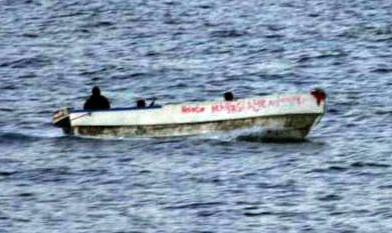
Pirates somalis. Foto presa el 2006 per l'Armada dels Estats Units.

A finals d'octubre de 2009, després de concloure la seva participació en l'operació Active Endeavour de l'OTAN al Mediterrani Oriental, la fragata Méndez Núñez (F-104) va ser enviada com a reforç a la zona per rellevar a la Canàries en l'operació Atalanta i permetre-li realitzar les seves tasques de manteniment, proveïment de vitualles i combustible. Després d'això, ambdues fragates van romandre a la zona.

Durant el segrest, els pirates van transvasar gasolina de l'«Alakrana» a l'«Ariana MV», vaixell grec amb bandera de Malta i operat per agents britànics que portava segrestat des del 2 de maig de 2009 amb 24 tripulants ucraïnesos a bord (3 dones entre ells) i que seria alliberat 7 mesos més tard. En dur-se a terme aquesta operació de transvasament de gasolina, els tripulants de l'Alakrana que van visitar l'altre vaixell van decidir donar menjar i medicaments als altres segrestats, ja que, segons paraules dels mariners del vaixell espanyol, una de les dones d'aquesta embarcació havia estat violada diverses vegades, quedant-se embarassada i avortant; una altra ostatge, una nena d'uns 12 anys, també va sofrir violacions per un "nen pirata". La medicació que els van subministrar els tripulants de l'Alakrana va anar tirada pels pirates a l'aigua. La mare de la nena violada va intentar en va que els pirates permetessin als mariners espanyols emportar-se la seva filla.
Com a mitjà de pressió per aconseguir l'alliberament dels dos pirates detinguts a Espanya, el dijous 5 de novembre de 2009 els pirates van assegurar haver desembarcat tres tripulants de l'Alakrana: Patxi Valdés, primer oficial del vaixell; Antonio Manuel Pérez, electricista; i el mariner Joaquín Fernández. En cas de no produir-se l'alliberament dels seus companys presos, van amenaçar d'assassinar al cap de tres dies els ostatges desembarcats, o bé lliurar-los-els a les famílies dels pirates detinguts. Aquesta mateixa operació es repetiria amb més mariners en cas de no cedir el Govern espanyol a les pressions. Finalment, van ser tornats a bord el 7 de novembre. Posteriorment es va descobrir que en cap moment no els van portar a terra i tot va ser una estratègia dels pirates per pressionar el govern.
El 16 de novembre la fiscalia de l'Audiència Nacional va rebutjar un acord amb les defenses dels presumptes pirates Raagegeesey i Abdu Willy, i va anunciar que demanaria per a ells penes que podrien superaran els 200 anys de presó.

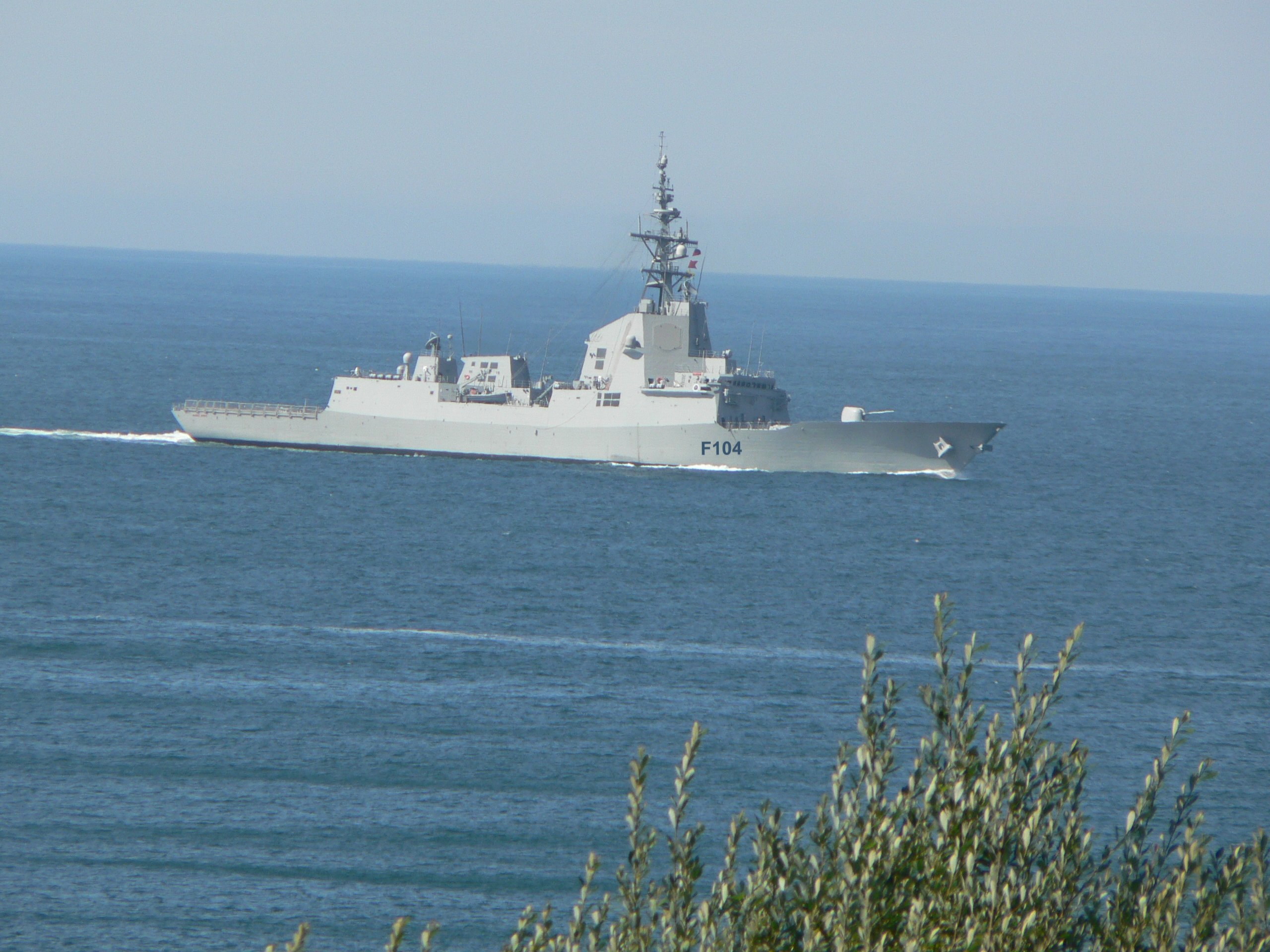
Fragata Méndez Núñez (F-104).

El 17 de novembre de 2009, després de 47 dies de segrest, l'Alakrana va ser alliberat després del pagament d'un rescat d'uns 4 milions de dòlars (2,68 milions d'euros), pagament que dies abans de l'alliberament, l'armador ja havia realitzat, segons paraules del patró de l'embarcació. Segons el portaveu dels pirates, el pagament ja s'havia fet des de feia dues setmanes. La demora entre el pagament i l'alliberament final podria haver-s'hi a causa de la gestió dels mitjancers. Igual com en el segrest del Playa de Bakio, el rescat va ser pagat per l'armador i el que a aquest li reintegrés la seva assegurança, però per avançar els tràmits, part de la quantitat va ser avançada pels fons reservats del CNI. En el segrest del Playa de Bakio el CNI va haver d'avançar tot el rescat.
En el moment del pagament hi havia 63 pirates de diferents clans a bord el que sembla indicar que en el temps que va intervenir entre l'acord i el pagament per si mateix, els pirates van avisar altres pirates perquè participessin del botí. Durant el segrest els pirates es van emportar totes les pertinences dels tripulants, per la qual cosa alguns dels familiars que van viatjar a les Seychelles van haver de portar roba perquè es poguessin canviar.
Durant l'alliberament, els helicòpters de les fragates Canarias i Méndez Núñez van intentar sense èxit la captura dels últims pirates que van abandonar el vaixell, arribant fins i tot a disparar contra ells. Així mateix, i igual com va ocórrer amb el Playa de Bakio, va haver d'evitar-se que fos recapturat per pirates d'un altre clan Aquesta versió va ser desmentida pel patró de l'Alakrana, qui va negar que es produïssin trets o que s'intentés capturar els pirates.
Després de l'alliberament, l'Alakrana, es va dirigir a les Illes Seychelles escortat per les dues fragates, on va arribar el 20 de novembre de 2009.

## Bandera de l'Alakrana
Durant aquest incident, igual com va passar amb el segrest del Playa de Bakio, es va produir un debat sobre si aquests vaixells portaven hissat el pavelló espanyol, el que justificaria o no la seva assistència per part del govern espanyol. Es van publicar informacions al·legant motius nacionalistes pels que no portaria hissat el pavelló espanyol, fins al punt que la pròpia defensa dels pirates retinguts a Espanya va recórrer a aquestes informacions per rebaixar les seves penes. La vicepresidenta del govern María Teresa Fernández de la Vega va assegurar que l'Alakrana és "un vaixell amb pavelló espanyol", fet que també assegura l'IOTC. Els advocats dels pirates van assenyalar que "aquesta dada no apareix a les diligències".
Efectivament, l'Alakrana, igual com el Playa de Bakio, figura en els registres internacionals com a espanyol, al contrari que altres vaixells de la flota tonyinaire espanyola que utilitzen pavellons estrangers, com els Intertuna I, II, III i IV, que porten bandera de les Illes Seychelles. És freqüent l'ús de pavellons de conveniència en aigües de l'Índic. Encara que el de les Seychelles oficialment no sigui considerat un, és també habitual entre la flota tonyinaire de l'Índic per motius d'evasió d'impostos o per la possibilitat de portar armes. A més, a Victòria (Seychelles) resulta ser un dels ports segurs més propers a la zona de pesca dels tonyinaires, pel qual en cas de qualsevol incident, embarcament i desembarcada de personal, o descàrrega de peix, tenir una bandera d'aquest país facilita poder atracar en aquest port i navegar per aquestes aigües.

## Retorn a Espanya

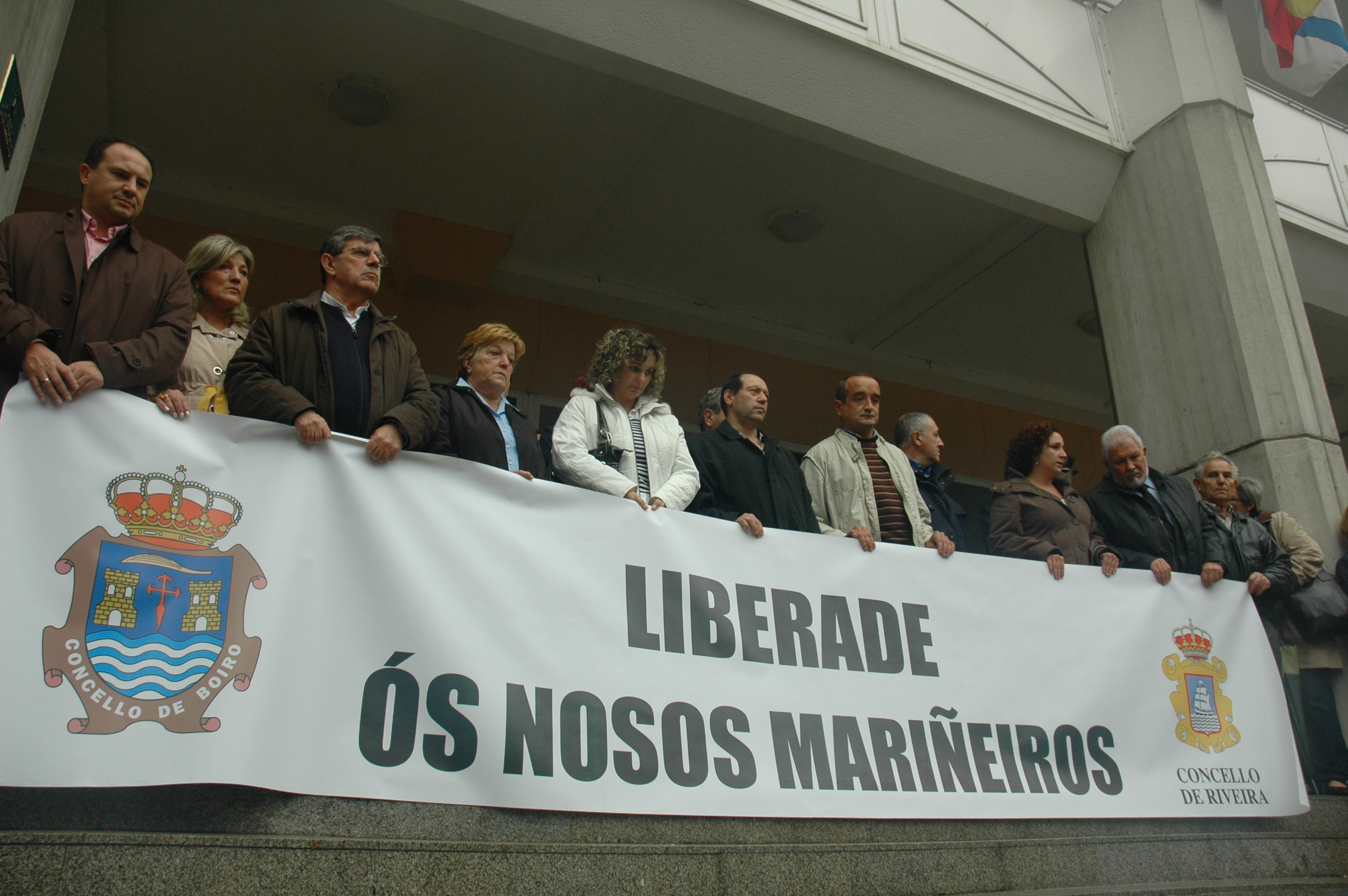
Manifestació a Ribeira demanant la tornada dels segrestats. A la pancarta es llegeix "Allibereu els nostres mariners".

Els 16 tripulants espanyols van tornar a Espanya el 21 de novembre de 2009 en un avió de l'Exèrcit de l'Aire Espanyol que va aterrar a la base de Torrejón de Ardoz. Mentre els familiars gallecs es van traslladar a les Seychelles a l'avió de l'exèrcit per retrobar-se amb ells el mateix dia 20 de novembre; els familiars bascos els van esperar a Espanya, uns per diversos motius personals i d'altres perquè van acordar que la rebuda fos en privat, encara que alguns mitjans van obviar aquests motius atribuint-ho a motius nacionalistes. De la mateixa manera, els familiars del mariner andalús tampoc no van viatjar cap a les Seychelles.

## Conseqüències
Durant el segrest, el 2 de novembre de 2009, la llei espanyola va ser modificada per permetre als vigilants de seguretat emprar armament de fins a 12,70 mm als vaixells amb bandera espanyola, sempre que aquest sigui adquirit a fabricants o distribuïdors assentats a Espanya. Igualment, en la nova reforma del Codi Penal aprovada el 13 de novembre de 2009, es contempla la nova figura del delicte de pirateria, que serà castigat amb fins a 15 anys de presó.
A més d'això, des del 14 de novembre, 54 vigilants privats van embarcar en els pesquers espanyols que pesquen a l'Índic.
El Partit Popular, recolzat pel Partit Nacionalista Basc i el Bloc Nacionalista Gallec, va intentar reprovar en el Congrés a la vicepresidenta primera, María Teresa Fernández de la Vega, la ministra de Defensa, Carme Chacón, i el ministre de Justícia, Francisco Caamaño, per la gestió del segrest, perdent finalment la votació.